# ATP Challenger Villa María
Das ATP Challenger Villa María (offizieller Name: Challenger Dove Men+Care Villa María) ist ein seit 2022 stattfindendes Tennisturnier in Villa María, Argentinien. Es ist Teil der ATP Challenger Tour und wird im Freien auf Sand ausgetragen.

## Liste der Sieger

### Einzel
| Jahr                    | Sieger               | Finalgegner    | Ergebnis       |
| ----------------------- | -------------------- | -------------- | -------------- |
| 2024                    | Camilo Ugo Carabelli | Jesper de Jong | 7:63, 3:6, 6:4 |
| 2023: nicht ausgetragen |                      |                |                |
| 2022                    | Nicolás Kicker       | Mariano Navone | 7:5, 6:3       |

### Doppel
| Jahr                    | Sieger                                     | Finalgegner                   | Ergebnis         |
| ----------------------- | ------------------------------------------ | ----------------------------- | ---------------- |
| 2024                    | Orlando Luz Marcelo Zormann                | Boris Arias Federico Zeballos | 0:6, 6:3, [10:4] |
| 2023: nicht ausgetragen |                                            |                               |                  |
| 2022                    | Hernán Casanova Santiago Rodríguez Taverna | Facundo Juárez Ignacio Monzón | 6:4, 6:3         |